# Église Notre-Dame de Bon Secours de Bruxelles
Pour les articles homonymes, voir Notre-Dame-de-Bon-Secours.
L'église Notre-Dame de Bon Secours (en néerlandais : Onze-Lieve-Vrouw van Goede Bijstandkerk), sise au coin de la rue du Marché au Charbon et de la rue du Jardin des Olives, au centre de la ville de Bruxelles est un édifice religieux datant du XVIIe siècle. Elle est église paroissiale catholique du quartier proche de l'hôtel de ville de Bruxelles.

## Histoire
À cet emplacement se trouvait une petite chapelle mentionnée déjà au XIIe siècle. À la chapelle succède, au XIIIe siècle, une première église qui est dédiée à Saint Jacques le Majeur : les pèlerins en route pour Saint-Jacques-de-Compostelle la visitent en effet lors de leur passage à Bruxelles.
En 1625, un maître-cordonnier  nommé Jacques Meeus,  prévôt de la confrérie Saint-Jacques, y découvre une statue de la Vierge Marie, qui devient rapidement objet de vénération. On lui attribue un pouvoir miraculeux. Elle reçoit le nom de Notre-Dame de Bon Secours. L'affluence des fidèles entraîne la construction d'un nouvel oratoire en style baroque de 1664 à 1694 sous la direction de l'ébéniste et architecte Jean Cortvriendt. L'église subit d'importants dommages lors du bombardement de 1695.

## Architecture
L'église est originale en ce qu'elle ne suit pas les canons architecturaux du XVIIe siècle. Au lieu de la croix latine traditionnelle, son architecture est basée sur le cercle, s'inspirant des églises italiennes contemporaines. Le chœur forme un hexagone délimité par quatre pilastres et deux piliers. La nef est courte et ne comporte que deux travées, ayant cependant leurs bas-côtés. Un narthex imposant est surmonté d'une tribune dont la partie centrale porte l'orgue.
Le blason de Charles de Lorraine se trouve au-dessus de l'entrée.

## Trésors artistiques
- Au-dessus du maître-autel en marbre blanc offert par la famille Roose de Bouchout ou de Bouchaut(e)[1] se trouve, dans une niche, la statue en bois de Notre-Dame de Bon Secours; elle daterait du XIVe siècle. Les autels latéraux sont dédiés à Saint Joseph et Saint Jacques le Majeur. Ce dernier avait été offert par la famille de Fraula. Les statues sont l'œuvre de Jean-Baptiste van der Haegen (1724).
- Les confessionnaux ont été refaits en 1858. Chacun est surmonté d'un médaillon représentant un personnage biblique ayant exprimé son repentir pour une faute commise : David, Pierre, Marie-Madeleine et Marie l'Égyptienne.
- Les bénitiers sont ornés de têtes d'anges (XVIIIe siècle), œuvres du sculpteur bruxellois Gabriel Grupello.
- Les  médaillons qui ornent la coupole datant du début du XIXe siècle représentent l'Annonciation, la Visitation, l'Adoration des mages, Jésus questionnant les scribes, le "Noli me tangere" et l'Assomption de la sainte Vierge.

## Photos

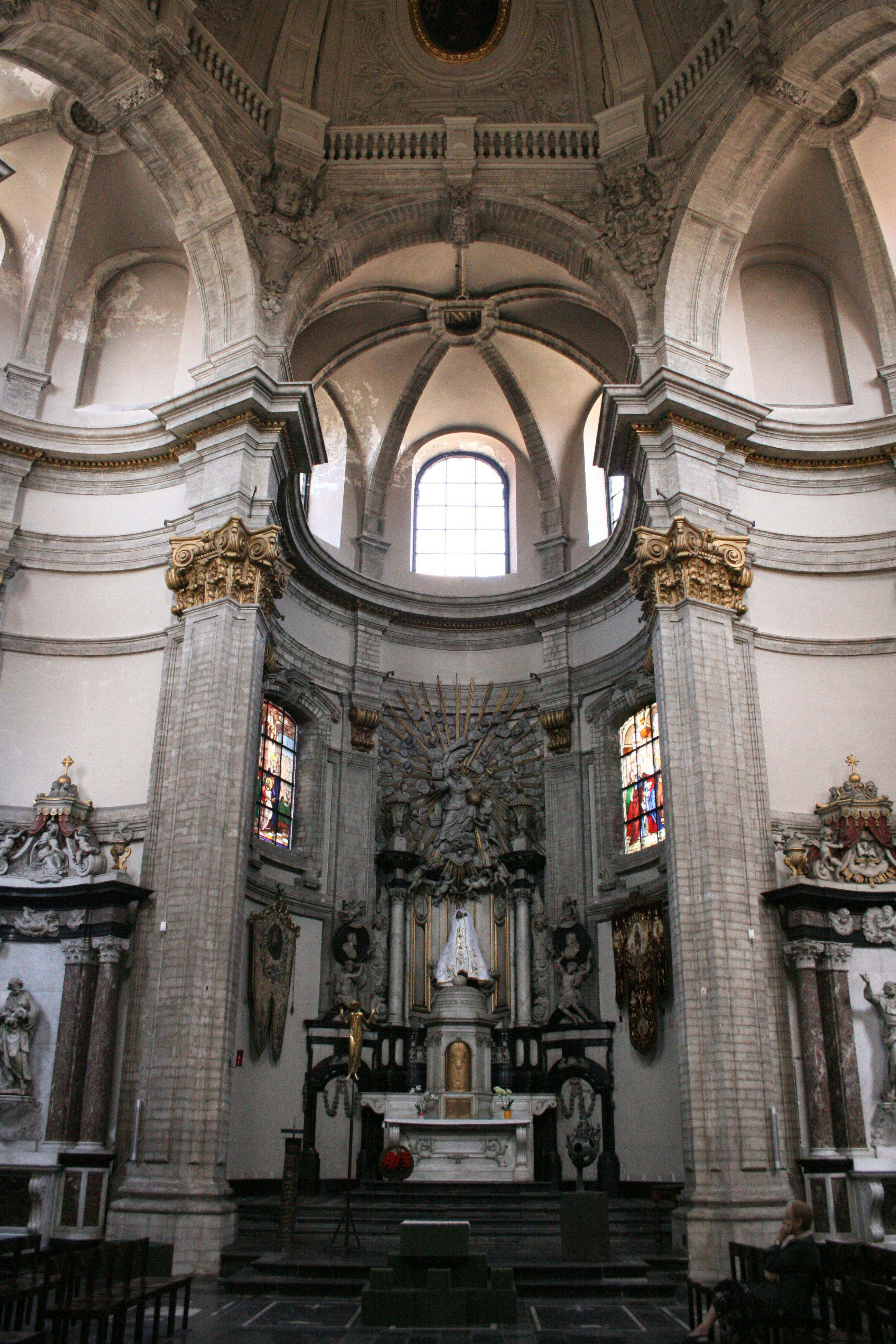
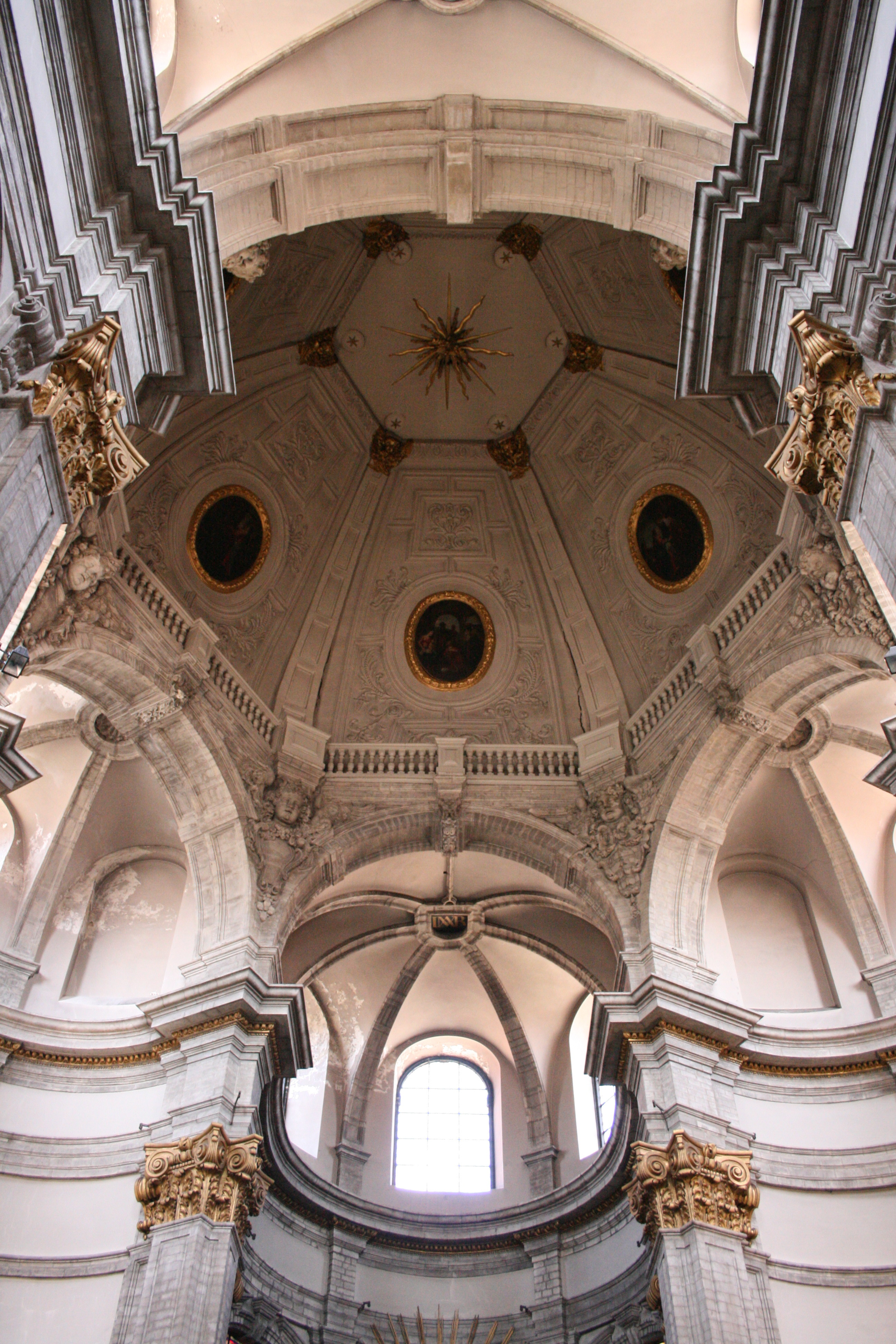
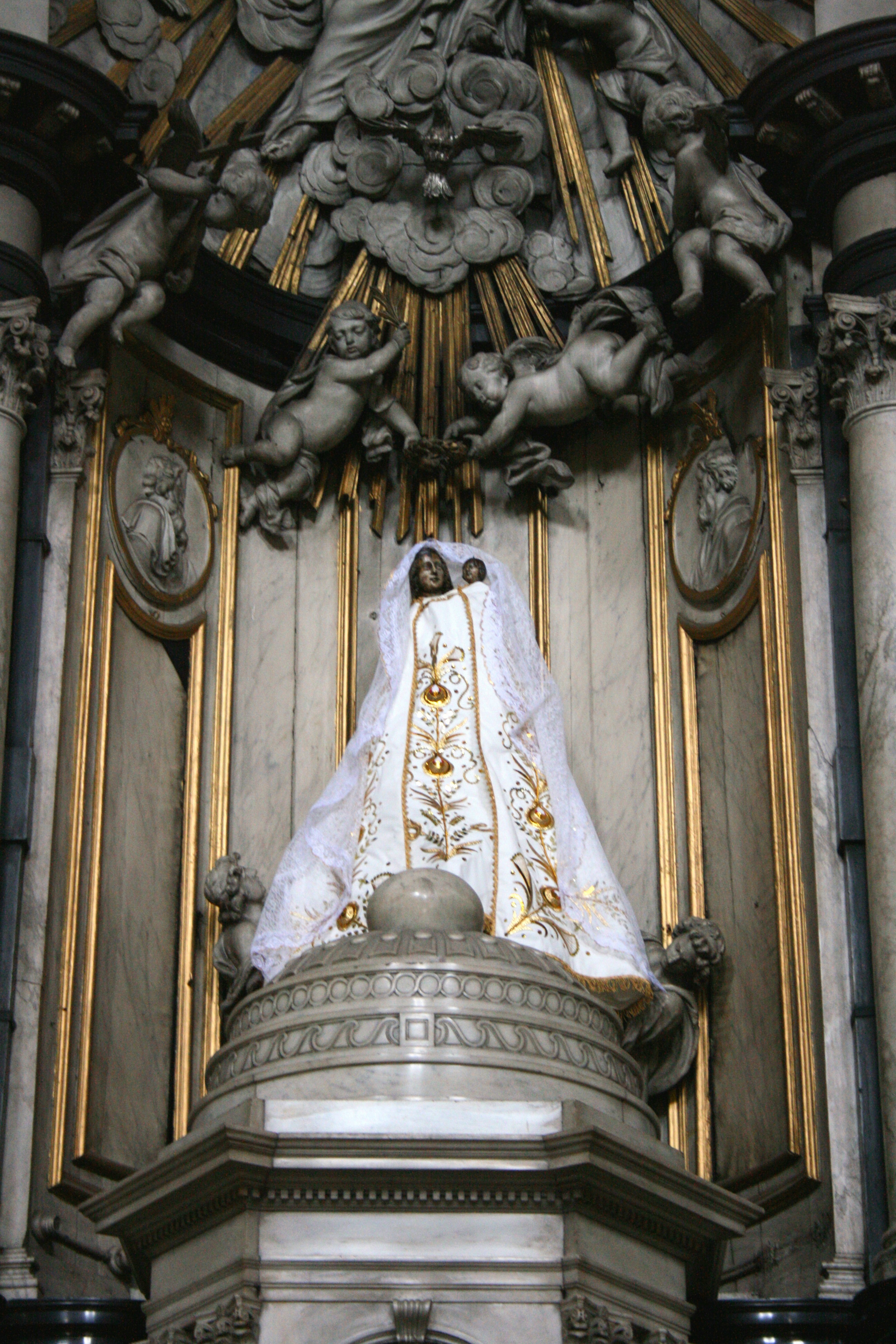
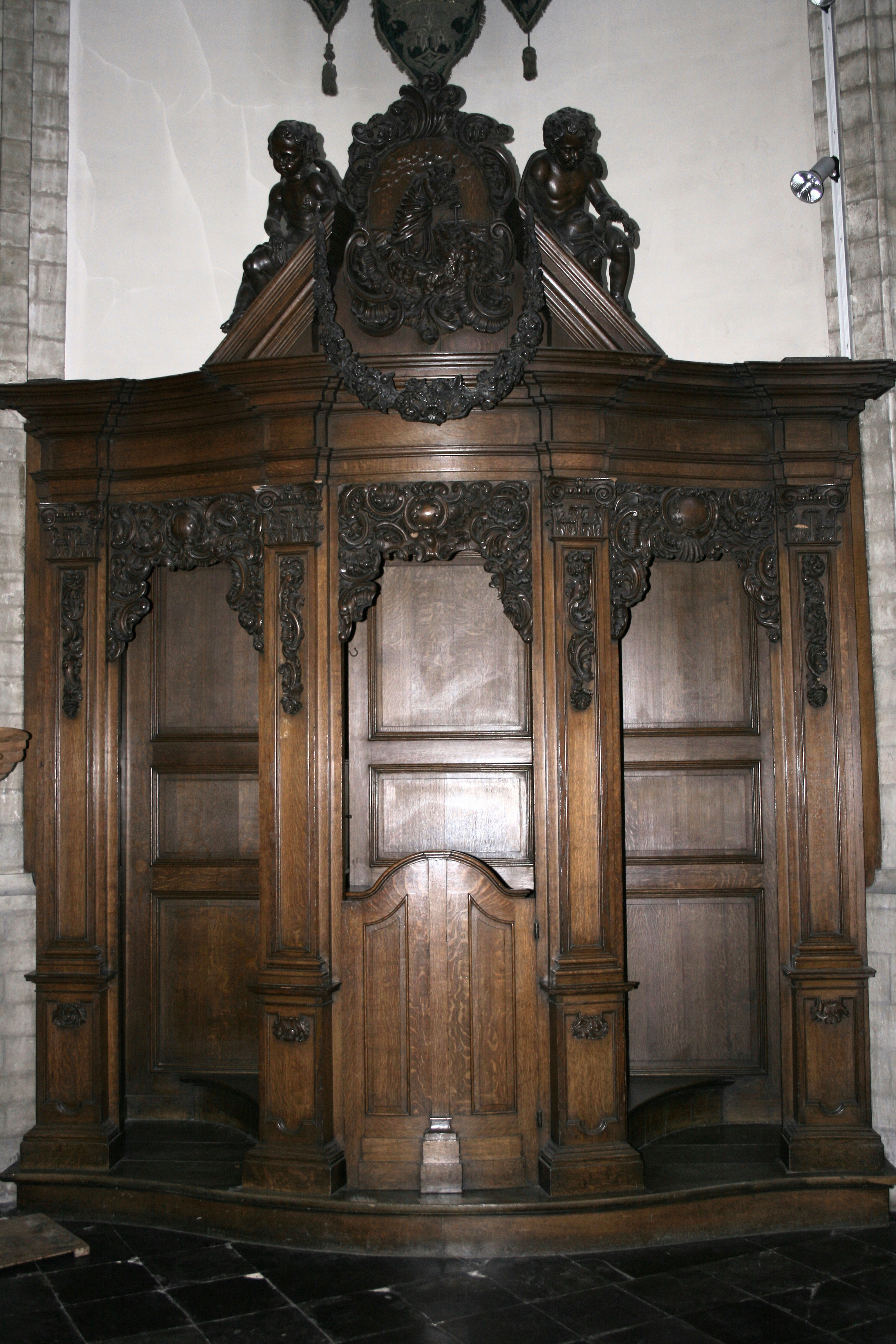
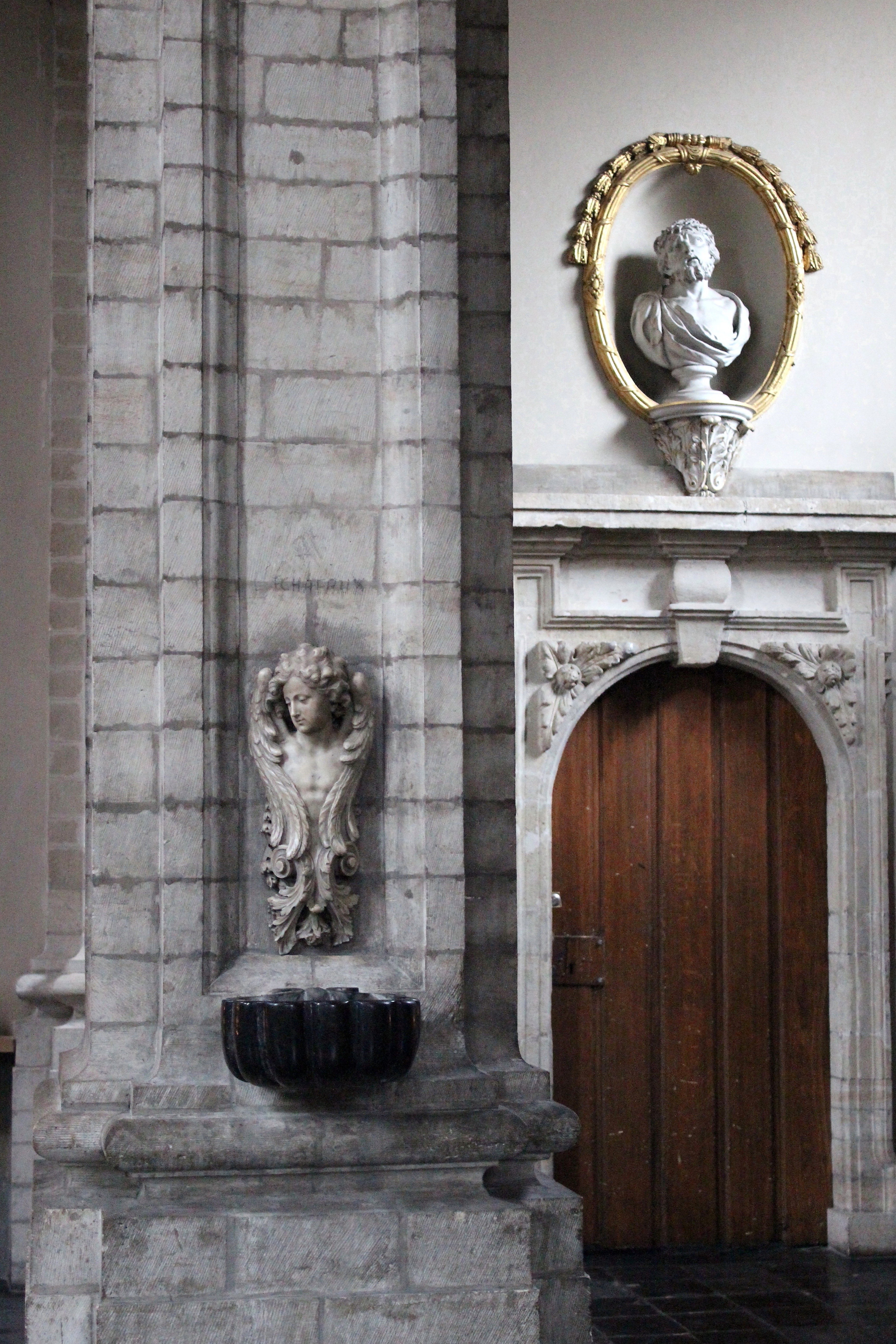